# Dan vstaje slovenskega naroda
Dan vstaje slovenskega naroda je bil republiški praznik SR Slovenije, ki se je proslavljal 22. julija. Ljudska skupščina LRS je leta 1951 razglasila 22. julij za državni praznik Ljudske republike Slovenije in dela prost dan z obrazložitvijo:  „Dvaindvajsetega julija 1941 so se začele na slovenski zemlji prve organizirane partizanske akcije proti fašističnemu okupatorju, ki pomenijo začetek vseljudske revolucije in množične oborožene borbe za osvoboditev slovenskega naroda.“ Na ta dan leta 1941 naj bi Rašiška četa izvedla svojo prvo oboroženo akcijo pri Tacnu, kar je takrat veljalo za "prvi partizanski strel". 
19. julija 1941 so se na Šmarni gori sestali trije člani ilegalne Komunistične partije Jugoslavije: Miha Novak, Mirko Knapič in Ludvik Bradeško s poverjenikom KPJ iz Ljubljane Lojzetom Kebetom (kasnejši politkomisar partizanskega štaba za Gorenjsko), ki je prisotnim prenesel ukaz o eksekuciji (likvidaciji) treh »domačih izdajalcev« med drugim Franca Žnidaršiča. Franc Žnidaršič je bil tolmač na orožniški postaji Šmartno pod Šmarno goro (Sv. Martin na Savi). Novak je naslednji dan priskrbel orožje in vodil napad. Zjutraj 22. julija 1941 so Žnidaršiča, ki je bil s kolesom na poti v službo iz Šentvida proti Šmartnemu, omenjeni trije (Novak, Knapič in Bradeško) s strelnim orožjem hudo ranili. Bili pa so prepričani, da je mrtev.
Franc Žnidaršič je bil v Kraljevini Jugoslaviji poveljnik žandarmerijske postaje v Šentvidu in je pred drugo svetovno vojno preganjal člane ilegalne KPJ v Tacnu. Po nemški okupaciji aprila 1941 pa je opravljal naloge tolmača na orožniški postaji Šmartno pod Šmarno goro.  Po invaziji oboroženih sil nemškega rajha na Sovjetsko zvezo 22. junija 1941, je 4. julija 1941 sledil poziv CK KPJ k splošnemu odporu, ki mu je v juliju sledil tudi poziv CK KPS.  V mesecu juliju je bila opazna tudi povečana dejavnostjo tacenskih komunistov, zato se je nemška policija lotila hišnih preiskav. Komunisti pa so obtoževali Žnidaršiča, da je Nemcem predal podatke o krajevnih pripadnikih KPJ. 
Franc Žnidaršič je bil po napadu odpeljan v bolnico kjer je okreval. Po kapitulaciji Italije leta 1943 je sodeloval (po nekaterih navedbah naj bi se celo pridružil partizanom) s partizani, kjer sta že bila njegova sinova. Umrl je po vojni. 
V dneh okoli 22. julija 1941 je prišlo tudi do drugih dveh akcij dogovorjenih na Šmarni gori 19. julija. Gameljska skupina je 21. julija neuspešno poskušala ubiti Vilija Gattringerja in Nandeta Debeljaka, ki bi ju po ukazu morali likvidirati.16. julija 1941 naj bi zaloška partizanska skupina Molniške čete v dolini Besnici, ob cesti Podgrad–Veliko Trebeljevo, ubila nemškega vojaka. 
Dejansko se je odpor proti okupatorjem začel že dosti prej. Tako je prišlo tudi do spopada 13. maja 1941 na Mali Gori pri Ribnici, ko se je z italijanskimi okupatorji in nekaj orožniki spopadla skupina TIGR.